# Rogas longicollis
Rogas longicollis är en stekelart som först beskrevs av Baker 1917.  Rogas longicollis ingår i släktet Rogas och familjen bracksteklar. Inga underarter finns listade i Catalogue of Life.